# علم سانت كيتس ونيفيس
أعتمد علم سانت كيتس ونيفيس في 19 أيلول - سبتمبر من سنة 1983.

## معنى الوان العلم
- الأخضر: يرمز إلى خصوبة الجزيرة.
- الأصفر: يرمز إلى الشمس المشرقة على مدار السنة في البلاد.
- الأسود: يرمز إلى التراث الأفريقي للشعب.
- الأحمر: يرمز إلى نضال الشعب ضد العبودية والاستعمار للحصول على الحرية والاستقلال.
- ★ النجمتان اللتان هما في العلم ترمزان إلى الأمل وإلى الحرية.

## مواصفات العلم
- يتكون العلم من مثلث أخضر أعلى السارية ومثلث أحمر أسفل الجهة المقابلة، مع شريط باللون الأسود من أسفل السارية إلى أعلى الجهة المقابلة، وشريطين باللون الأصفر موازيين للشريط الأسود، وفي داخل الشريط الأسود نجمان باللون الأبيض
- طول العلم يساوي 150 % من عرضه
- عرض الشريط الأسود يساوي 30 % من عرض العلم
- عرض كل من الشريطين الأصفرين يساوي 6 % من عرض العلم
- قطر دائرة كل من النجمين الأبيضين يساوي 28 % من عرض العلم
- يتمركز النجم الأسفل في نقطة تحدد بتقاطع وتر من أسفل السارية إلى أعلى الجهة المقابلة مع وتر من أعلى السارية إلى أسفل العلم على مسافة ثلثي عرضه
- يتمركز النجم الأعلى في نقطة تحدد بتقاطع وتر من أسفل السارية إلى أعلى الجهة المقابلة مع وتر من أٍسفل الجهة المقابلة للسارية إلى أعلى العلم على مسافة ثلثي عرضه
- تتساوى المسافة بين الرأس الأعلى لكل نجم وبين طرف الشريط الأصفر المقابل له مع المسافة بين الرأسين السفليين لكل نجم وبين طرف الشريط الأصفر المقابل لهما

## ألوان العلم
- الأسود
- الأبيض
- الأصفر: بانتون 116C، ح خ ز 255 / 209 / 0، س م ص د 0 / 18 / 100 / 0، ست عشري FFD100
- الأخضر: بانتون 355C، ح خ ز 0 / 151 / 57، س م ص د 100 / 0 / 62 / 41، ست عشري 009739
- الأحمر: بانتون 186C، ح خ ز 200 / 16 / 46، س م ص د 0 / 92 / 77 / 22، ست عشري C8102E